# Krasne, Turka
Krasne (în ucraineană Красне) este o comună în raionul Turka, regiunea Liov, Ucraina, formată numai din satul de reședință.

## Demografie
Componența lingvistică a comunei Krasne
     Ucraineană (99,79%)
     Alte limbi (0,21%)
Conform recensământului din 2001, majoritatea populației comunei Krasne era vorbitoare de ucraineană (99,79%), existând în minoritate și vorbitori de alte limbi.